# Вондель
Вондель — река в России, протекает по Гаврилов-Ямскому и Ярославскому районам Ярославской области. Устье реки находится в 27 км по левому берегу реки Которосль от её устья. Длина реки составляет 31 км, площадь водосборного бассейна — 133 км². Крупнейший приток — река Пажа в 3,8 км от устья по левому берегу.
Сельские населённые пункты у реки: Гаврилов-Ямский район — Воронино и Нечайка, Воронково и Никульцино, Голубково, Щекотово; Ярославский район — Пономарёво, Баканово, Гридино, Черемсаново, Семёновское, Меленки, Панфилки, Алеханово, Большое Макарово и Малое Макарово, Починки, Кочегино, Вощино, Плотинки и Курилово.

## Данные водного реестра
По данным государственного водного реестра России относится к Верхневолжскому бассейновому округу, водохозяйственный участок реки — Волга от Рыбинского гидроузла до города Кострома, без реки Кострома от истока до водомерного поста у деревни Исады, речной подбассейн реки — Волга ниже Рыбинского водохранилища до впадения Оки. Речной бассейн реки — (Верхняя) Волга до Куйбышевского водохранилища (без бассейна Оки).
Код объекта в государственном водном реестре — 08010300212110000011061.